# تریش ون دیویر
تریش ون دیویر (انگلیسی: Trish Van Devere؛ زادهٔ ۹ مارس ۱۹۴۳) یک هنرپیشه اهل ایالات متحده آمریکا است.
از فیلم‌ها یا برنامه‌های تلویزیونی که وی در آن نقش داشته است می‌توان به فیلم فیلم، جوخه معاون هالیوود و احضار اشاره کرد.